# 氧雄龙
氧雄龙（英語：Oxandrolone）是一种雄激素和同化類固醇（AAS）药物，具有增重效应，能减缓皮質類固醇造成的异化作用，分子式C19H30O3。